# Nuovi Argomenti

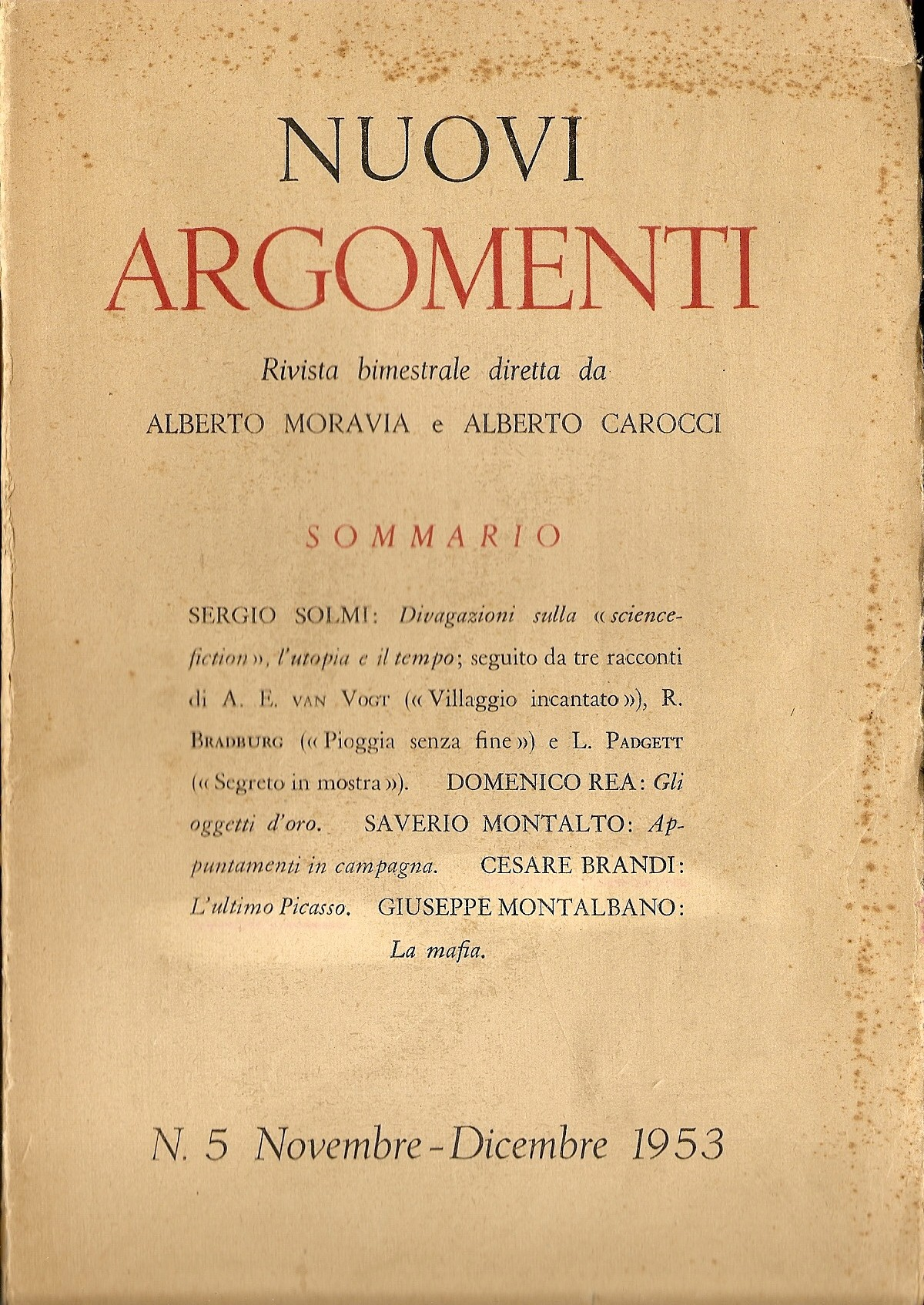
Nuovi Argomenti (1953/5)

Nuovi Argomenti es una revista fundada en Roma en 1953 por Alberto Carocci y Alberto Moravia. Actualmente tiene una periodicidad trimestral.
Pronto se une al proyecto Pier Paolo Pasolini y, tras la muerte de este y de Carocci, acompañarán a Moravia en la dirección Attilio Bertolucci y Enzo Siciliano. 

## Etapas

### Primera época (1953-1965)
Su periodicidad comenzó siendo bimestral. Se imprimía en el Instituto Gráfico Tiberino de Roma. El primer número de la revista tenía una clara inspiración marxista. Incluía artículos de Moravia (Inchiesta sull'arte e il comunismo), Lukács (L'introduzione agli scritti di estetica di Marx ed Engels), Sergio Solmi (Nota sul comunismo e la pittura) y otro de Nicola Chiaromonte (Arte y comunismo). Nuovi Argomenti planteaba sus números en esta etapa de distintas maneras:
- La inchiesta («investigación»). Se proponía un asunto de interés y se abordaba desde distintos ángulos. Así, dedicaron números a Nueve preguntas sobre el stalinismo , Ocho preguntas sobre la crítica literaria en Italia, Ocho preguntas sobre el erotismo en la literatura, Siete preguntas sobre la poesía, Ocho preguntas sobre el XX Congreso del PCUS, Diez preguntas sobre el neocapitalismo y la literatura.
- Números monográficos (los Appunti, «Apuntes»). Trataban sobre problemas externos: dedicaron números a los Estados Unidos, el colonialismo en Argelia, las dos Alemanias, China.

### Segunda época (1966-1981)
Editada por Nuovi Argomenti, en 1972 cambia su periodicidad a trimestral para volver en 1976 a ser bimestral. La revista abandonó su activa beligerancia política y se centró en publicar textos de los autores de su momento.

### Tercera época (desde 1982)
Recupera su edición trimestral. En 1993 el director Enzo Siciliano decide dedicar todas las páginas de la revista a publicar la novela Il branco de Andrea Carraro, que no había encontrado editor dispuesto a publicarla. En 1998 pasó a propiedad de la editorial Mondadori, que modificó el diseño y aligeró sus contenidos. Tras la muerte de Siciliano en 2006 la nueva directora fue Dacia Maraini.
- Datos: Q1487477
- Multimedia: Nuovi Argomenti / Q1487477